# 阿斯富爾
36°40′N 7°59′E / 36.667°N 7.983°E
阿斯富爾（阿拉伯语：‎），是阿爾及利亞的城鎮，位於該國東北部塔里夫省，由貝斯貝斯區負責管轄，面積105平方公里，海拔高度14米，2008年人口11,447，人口密度每平方公里110人。